# 城西 (台北市)
城西是臺灣日治時期臺北市之地名，指臺北城（城內）之西，不是行政上的正式地名，但是仍可見官方使用。

## 概要
非行政上的正式地名，故無明確的界線。以行政區來看，大約包括後來的末廣町、壽町、築地町、濱町、西門町、新起町、元園町、若竹町、老松町、八甲町、入船町、龍山寺町、有明町、新富町、堀江町、綠町、柳町、東園町、西園町，範圍大約是現在臺北市的萬華區一帶。
1915年9月，臺北第五尋常小學校更名為臺北城西尋常小學校，即後來之壽小學校、壽國民學校，戰後改為西門國小。